# 천춘환
천춘환은 대한민국의 KBS청주방송총국 기자이다.

## 경력
- KBS청주방송총국 보도국 기자

## 방송진행
- KBS 청주 1TV - KBS 뉴스 9 청주